# Rabat
|  | Per a altres significats, vegeu «Rabat (desambiguació)». |

Rabat (àrab: الرباط, ar-Rabāṭ o ar-Ribāṭ; amazic estàndard marroquí: ⴻⵔⵔⴱⴰⵟ, Errbaṭ) és la capital del regne del Marroc, situada a la costa atlàntica, a la riba sud de la desembocadura del riu Bu Regreg, que la separa de la veïna ciutat de Salé. El cens de l'any 1994 reflectia una població de 787.745 habitants, que posteriorment ha baixat fins a 573.895.

## Etimologia
El nom Rabat prové de la paraula àrab الرِّبَاط (e r-Ribât) que significa la ràbita, una base o fortificació islàmica. Aquest nom és l'abreviatura de رِبَاطُ الْفَتْح (Ribâtu l-Feth) que significa la rábita de la conquesta o bastió de la victòria —títol donat pels almohades quan van establir la ciutat com a base naval el 1170.

## Història
El nucli original de la ciutat va ser el campament fortificat o ribat construït pel sultà almohade Abd al-Mumin el 1150, aprofitant una alta paret rocosa que domina la desembocadura del riu. El lloc va ser base per a incursions almohades a la península Ibèrica i va ser batejat com a Ribat al-Fath o "campament de la victòria".
El 1198, el seu net Yaqub al-Mansur va projectar la construcció d'una gran ciutat que s'estenia sobre més de quatre-centes hectàrees, envoltada d'imponents muralles amb grans portes i en què s'havia d'erigir la mesquita més gran del Magrib, la de Hassan.
El 1260, Alfons X de Castella conquesta i incendia Salé, que encara no estava emmurallada, fins que els castellans foren expulsats pel sultà marínida Abu-Yússuf Yaqub ibn Abd-al-Haqq La ciutat no va arribar a albergar la gran quantitat de població per a la qual s'havia construït, i des de la fi de l'imperi almohade, a finals del segle xiii, fins al segle xvii la seva importància va decréixer considerablement. D'aquest període data la necròpoli de Chellah, situada extramurs de la ciutat.

### República corsària
L'any 1609, Felip III de Castella decretà l'Expulsió dels moriscos (persones d'ascendència musulmana o morisca) d'Espanya. Uns 2.000 d'aquests refugiats, originaris de la ciutat d'Hornachos prop de Badajoz, que durant molt de temps va mantenir el seu idioma i de la qual queden nombroses petjades, es van establir al voltant de Salé i van ocupar la kasbah, atraient entre 5.000 i 14.000 moriscos més per unir-s'hi, però no foren acceptats per la comunitat local i s'establiren a l'altra riba refundant Rabat.
Rabat i la veïna Salé es van unir per formar la República de Bou Regreg el 1627. Aquesta república autònoma es va convertir en una base de corsaris: pirates, també coneguts com els "Salé Rovers", que depredaven els vaixells mercants al voltant de les costes de l'Europa Occidental. Durant aquest temps, la zona de sota de la kasbah a la riba sud es va poblar més, gràcies als refugiats moriscs i andalusos. Per delimitar aquesta zona a la part nord de l'antiga ciutat emmurallada almohade es va construir una nova "Muralla Andalusa". El que avui es coneix com el carrer dels Cònsols es va convertir fins i tot en aquesta època en una important artèria viària on al segle xviii es van establir els comerciants europeus. El nom "Rabat" encara no s'utilitzava; la ciutat de la riba sud era coneguda com "Nova Salé" mentre que la ciutat de la riba nord era coneguda com "Vella Salé". Les activitats corsaires tenien la seu a New Salé, mentre que els habitants de Old Salé generalment no participaven en la pirateria.

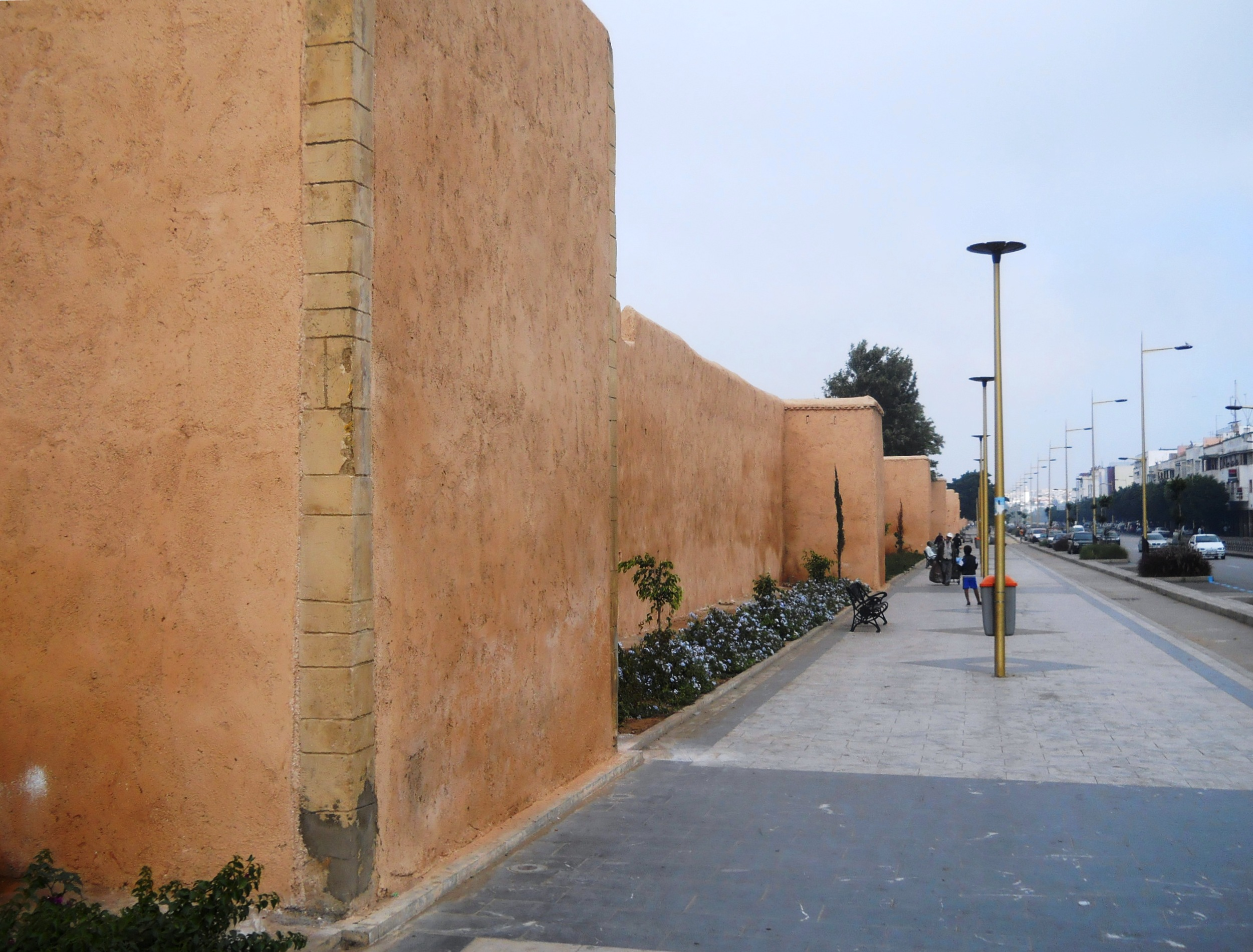
La muralla andalusa actual, afegida a l'interior del recinte emmurallat almohade durant el segle XVII

Durant algunes dècades, Rabat (coneguda a Europa com a Salé la Nova) i Salé van conformar l'anomenada República de les Dues Ribes, dedicada fonamentalment a l'activitat corsària contra vaixells cristians. Això es va acabar el 1666, quan després de vèncer Khadir Ghaïlan Mulay al-Rashid dels alauites, dinastia que governaria el Marroc d'aleshores endavant, va prendre l'estuari. Salé va mantenir l'activitat corsària fins al 1829.

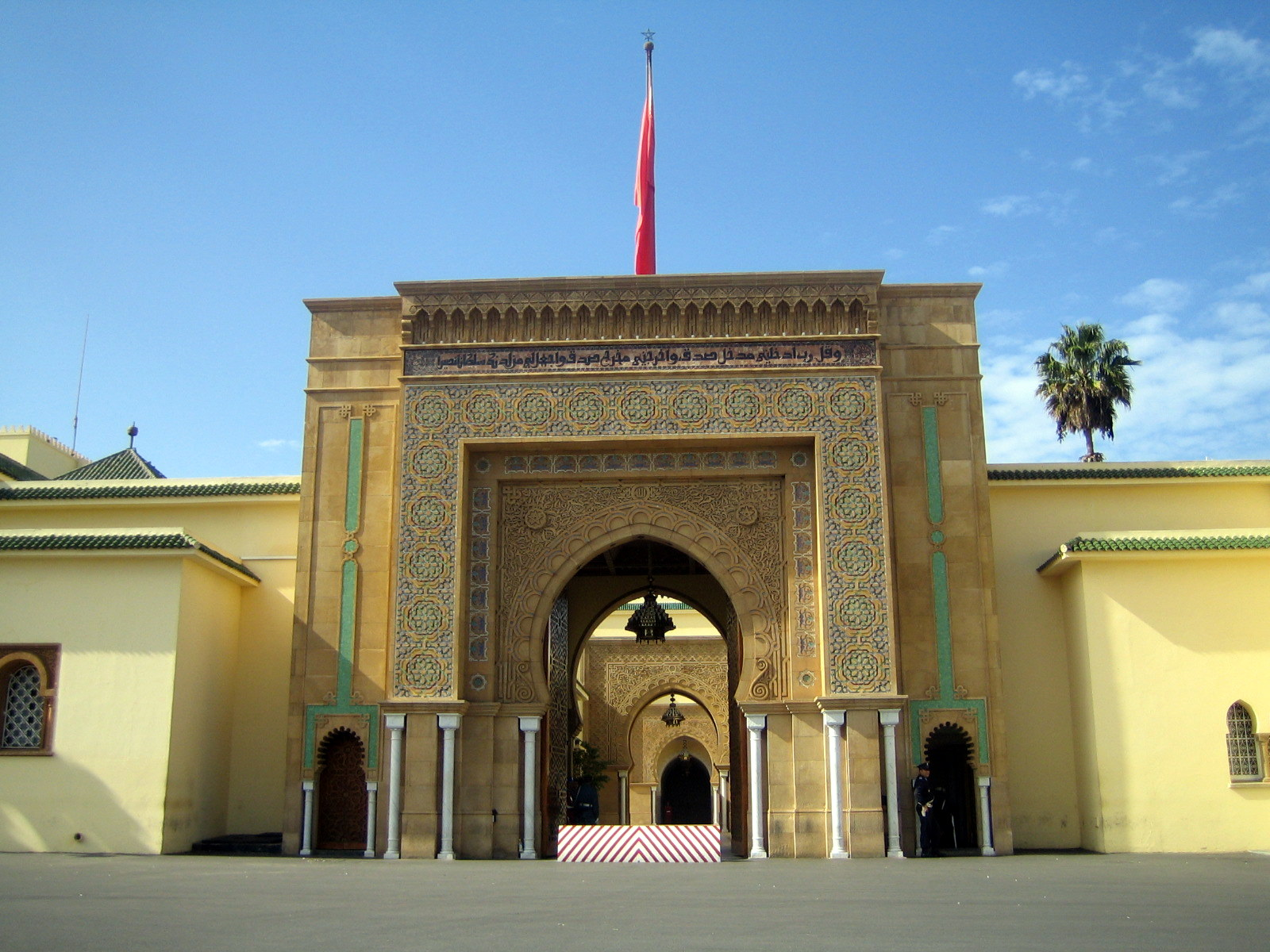
Porta del Dar al-Makhzen (Palau Reial) avui; el palau va ser iniciat pels sultans 'alawis a finals del

### Regne alauita
Els pirates no van haver de lluitar amb cap autoritat central fins que Mulay al-Rashid, el fundador de la Dinastia alauita, va conquerir la zona el 1666 i va unir la major part del Marroc sota el seu domini. No obstant això, els sultans alauites van permetre que la pirateria continués fins al regnat de Mulay Sulayman a principis del segle xix. Això va provocar el bombardeig de la ciutat per part de l'Imperi Austríac el 1829 després que un vaixell austríac s'hagués perdut per un atac pirata. Durant la primera part del període alauita (segles XVII-XVIII) els sultans es van interessar per la ciutat de la riba sud i van dur a terme construccions i reparacions a la kasbah.
Mulay Ismail (1672–1727) va expandir la kasbah cap al sud i hi va construir una residència reial a finals del segle xvii (actualment serveix de museu). Moulay Ismail també va ser responsable d'establir una part dels Udaies (o Oudaies), una tribu guich (tribu militar al servei de l'exèrcit del sultà), a la kasbah per servir com a força de contrapeso contra altres tribus rebels de la regió. Sota Mulay Muhammad III (1757–1790) es va establir un nou palau reial, el Dar al-Makhzen, a la part sud-oest de la zona emmurallada almohade a finals del segle xviii. Aquestes incorporacions van començar a donar a la ciutat el caràcter i la funció de residència reial utilitzada per la dinastia regnant fora de les seves principals capitals.
Moulay Slimane (r. 1792–1822) va construir un altre palau al costat del mar anomenat Dar al-Bahr i va construir noves mesquites com ara la Mesquita Moulay Slimane. També va ordenar la creació d'un barri jueu, el mallah, a la part oriental de la medina andalusa, en un antigament ocupat per horts. També va ser cap a principis del segle xix quan les muralles de la ciutat, antigament limitades al perímetre de l'època almohade, es van ampliar significativament cap al sud-oest, ampliant així la ciutat fins a cobrir unes 840 hectàrees. Les antigues muralles i les portes almohades encara es conservaven i el recinte de l'època almohade va continuar sent un barri més privilegiat que conté els principals monuments de la ciutat i la seva residència imperial. La major part de la població es va mantenir concentrada a la medina darrere de la muralla d'Andalusia al tram nord. A la dècada de 1850 Abd al-Rahman ben Hixam (1822–1859) va desenvolupar i completar el palau Dar al-Makhzen a l'angle sud-oest d'aquest recinte. A finals del segle xix o principis del segle xx, la ciutat tenia entre 20.000 i 25.000 habitants.

### Invasió francesa
La invasió francesa del Marroc va començar a l'est amb l'ocupació d'Oujda pel general Hubert Lyautey el març de 1907 i a l'oest amb el bombardeig de Casablanca l'agost de 1907. El Tractat de Fes va establir el Protectorat francès del Marroc el 30 de març de 1912. Lyautey, actuant com a administrador francès del Marroc, va decidir traslladar la capital del país de Fes a Rabat després dels disturbis de 1912 arran de l'establiment del protectorat.
El 1913, Lyautey va demanar a l'urbanista Jean Claude Nicolas Forestier redactar un informe sobre el desenvolupament urbà de les grans ciutats marroquines, que recomanava conservar les medines i la creació d'eixamples moderns i després va contractar Henri Prost el 1914 per dissenyar la Ville Nouvelle (el barri modern de Rabat) com a sector administratiu destinada a allotjar les institucions del protectorat i la població europea, sent la ciutat marroquina que va viure canvis més dràstics, tot i que Prost també actuà a Fes, Marrakech, Meknès i Casablanca.

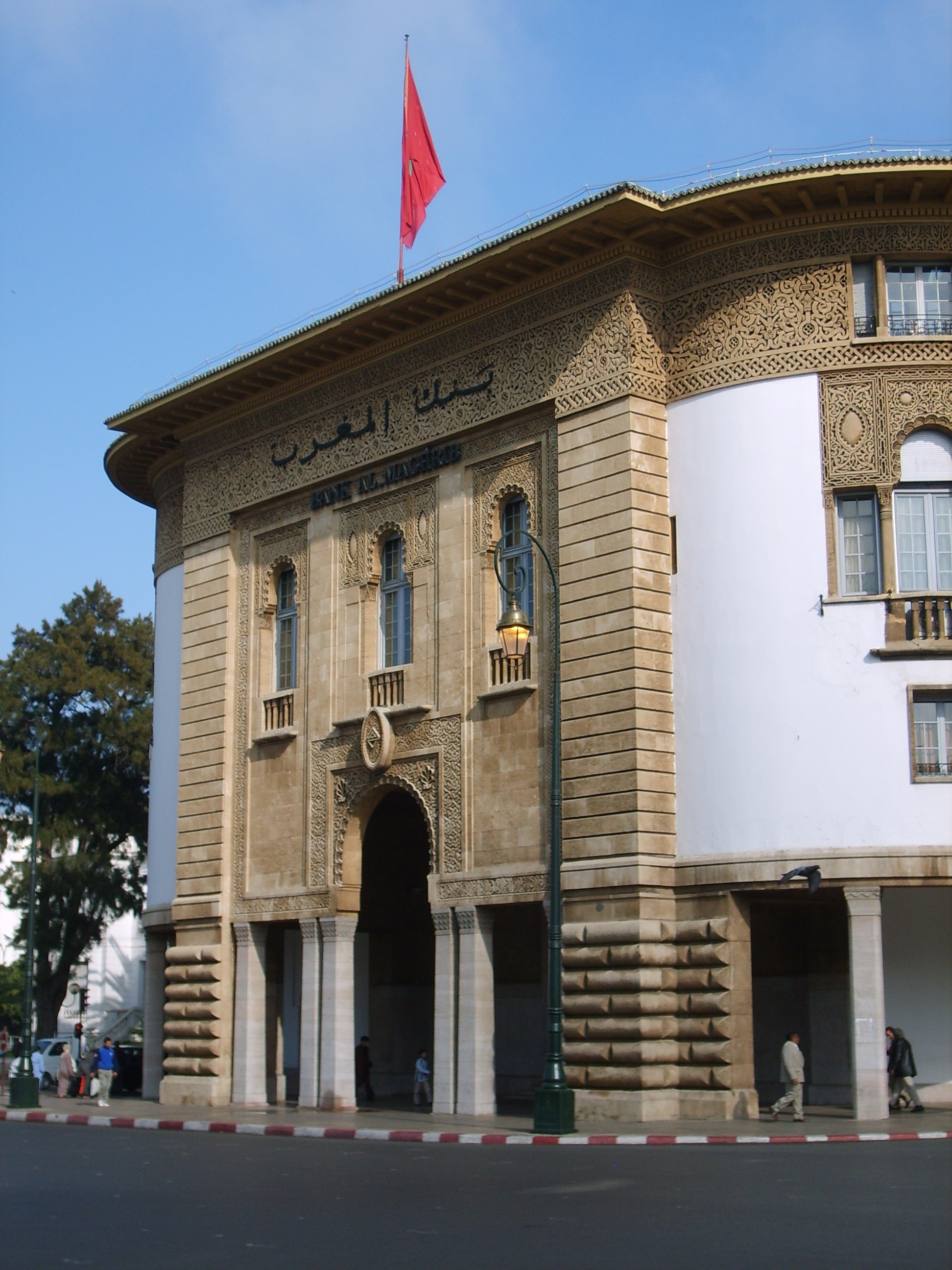
L'edifici del Bank al-Maghrib al centre de Rabat, acabat el 1930 sota el domini colonial francès

### Post Segona Guerra Mundial
Després de la Segona Guerra Mundial, els Estats Units van establir una presència militar a Rabat a l'antiga base aèria francesa. A principis de la dècada de 1950, la base aèria de Rabat Salé era una instal·lació de les Forces Aèries dels Estats Units d'Amèrica que allotjava la 17a Força Aèria i la 5a Divisió Aèria, que supervisaven la base avançada dels avions Strategic Air Command (SAC) B-47 Stratojet al país.
Amb la desestabilització del govern francès al Marroc, va assolir la independència el 1956, Muhammad V, aleshores rei del Marroc, va optar per que la capital romangués a Rabat, i va voler que la Força Aèria dels EUA es retirés de les bases del SAC al Marroc, insistint en aquesta acció després Crisi del Líban de 1958. Els Estats Units van acceptar marxar a partir del desembre de 1959 i el 1963 estaven totalment fora del Marroc. SAC va considerar que les bases marroquines eren molt menys crítiques amb la capacitat de llarg abast dels Boeing B-52 Stratofortress que estaven substituint els B-47 i amb la finalització de les instal·lacions de la USAF a Espanya el 1959. Amb la retirada de la USAF de Rabat-Salé a la dècada de 1960, la instal·lació es va convertir en una instal·lació principal per a la Reial Força Aèria del Marroc coneguda com a Base Aèria Nº 1, un estatus que continua mantenint. Entre 1956 i 1960 Rabat va viure una emigració massiva d'estrangers.

## Geografia

### Barris de Rabat
Rabat és una ciutat administrativa. Té molts districtes comercials i barris residencials. Els barris distribuïts geogràficament són els següents:
El cor de la ciutat consta de tres parts: la Medina (nucli antic); els Oudaies i Hassan situats tots dos per trobar-se amb el Bu Regreg; i l'oceà Atlàntic.
A ponent, i al costat del mar, hi ha una successió de barris.
En primer lloc, al voltant de les muralles, hi ha els barris antics, el Quartier l'Océan i el Quartier les Orangers. Més enllà d'això, una successió de districtes majoritàriament obrers: Diour Jamaa, Akkari, Yacoub El Mansour, Massira i Hay el Fath són les parts principals d'aquest eix. Hay el Fath, que acaba aquesta seqüència, evoluciona cap a un barri de classe mitjana.
A l'est, al llarg del Bouregreg, la regió de Youssoufia (classe obrera i mitjana): Mabella; Taqaddoum; Hay Nahda (principalment classe mitjana); Aviació (classe mitjana i mitjana-alta); i Rommani.
Entre els dos eixos, de nord a sud, hi ha tres barris principals (de classe mitjana a acomodada): Agdal (Ward Building; una animada barreja d'edificis residencials i comercials. Els residents són predominantment de classe mitjana alta); Hay Riad (viles acomodats; aquest barri ha experimentat un augment d'impuls des dels anys 2000); i Souissi (barri residencial).
Als afores de Souissi, hi ha una sèrie de regions menys denses que comprenen principalment grans cases privades a zones que semblen fora de la ciutat.

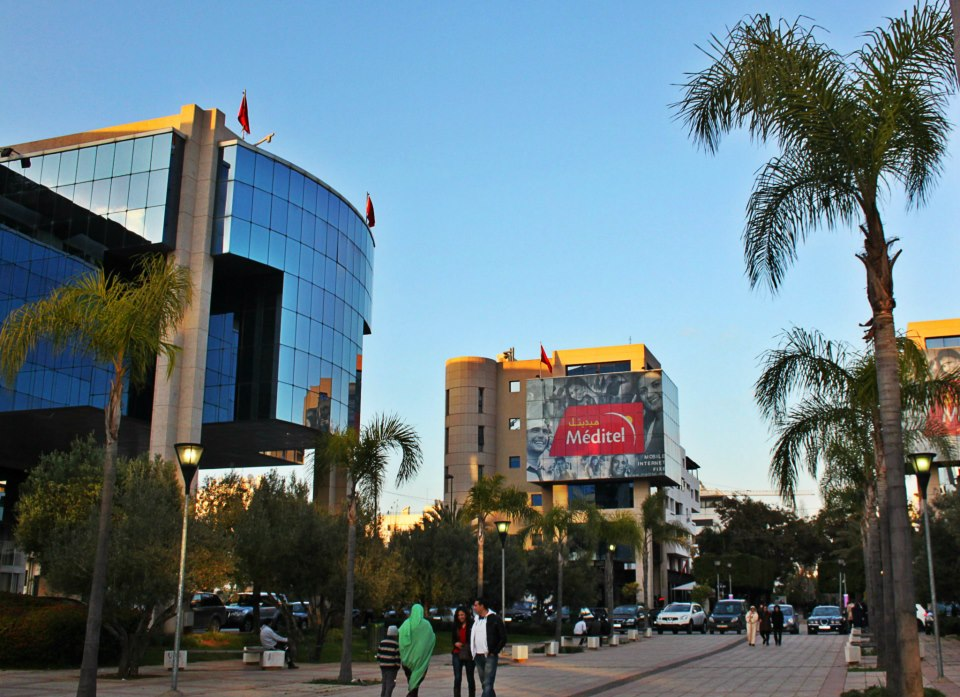
Districte de Riad
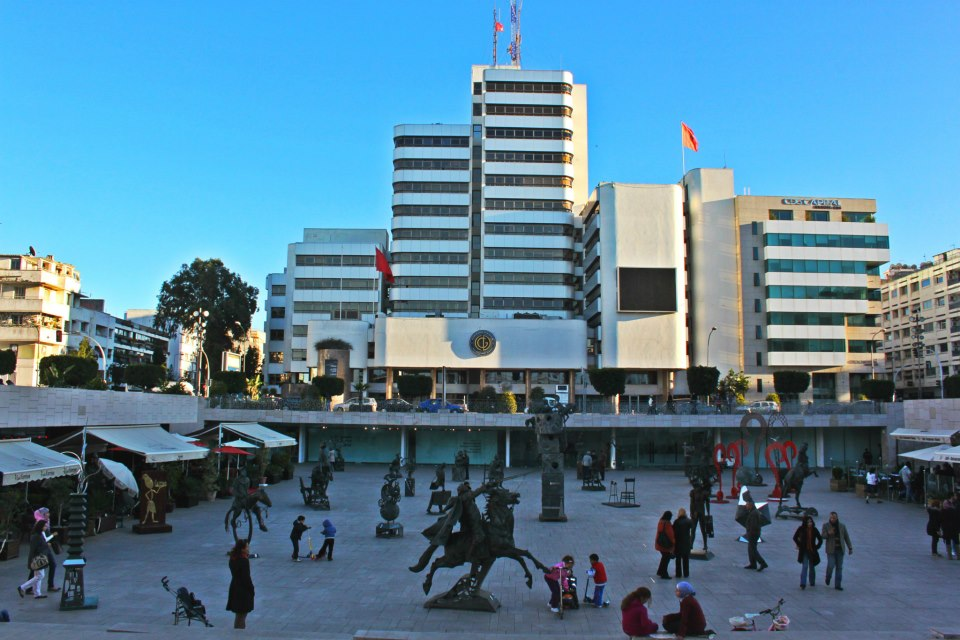
Plaça Pietri
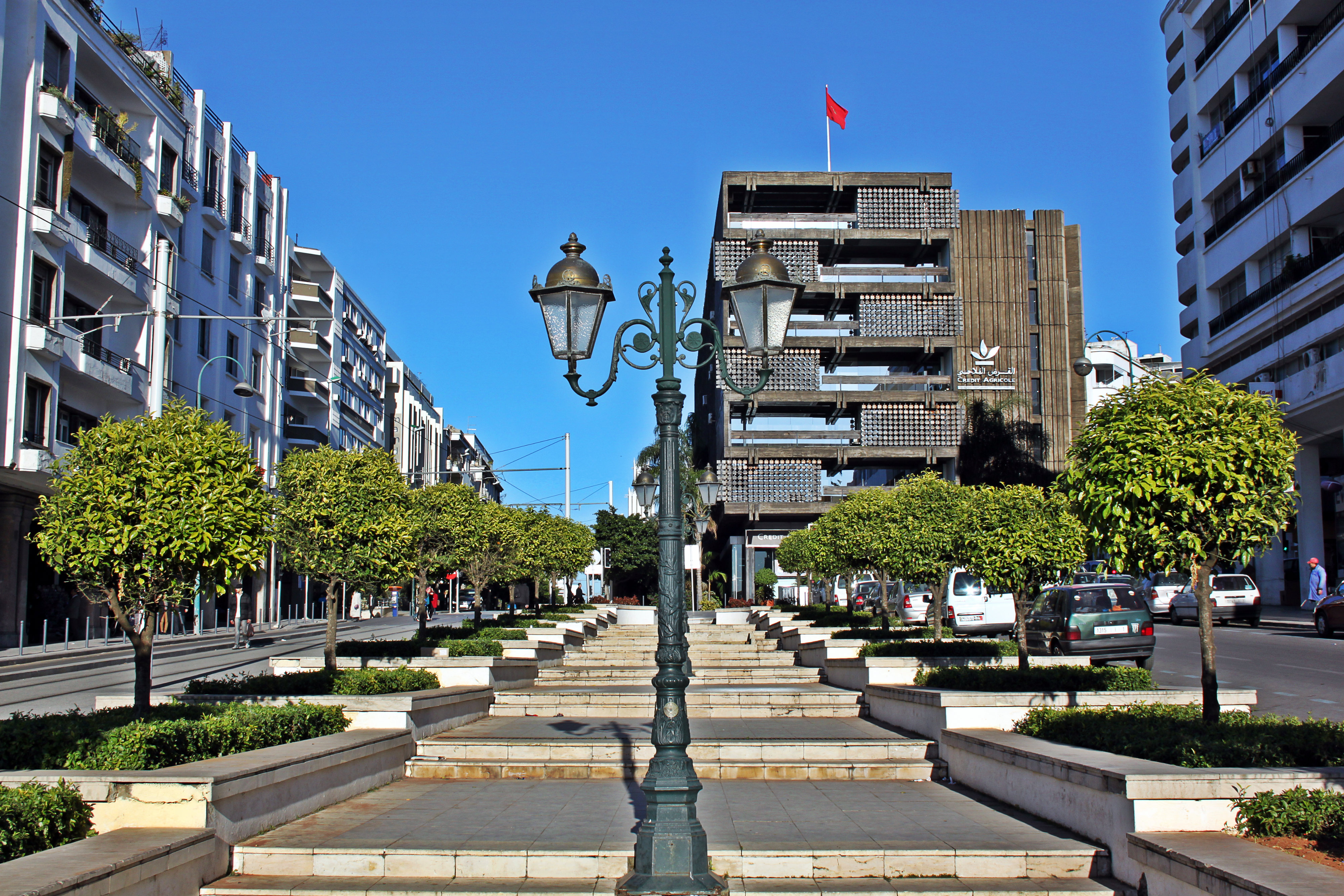
Rabat Hassan
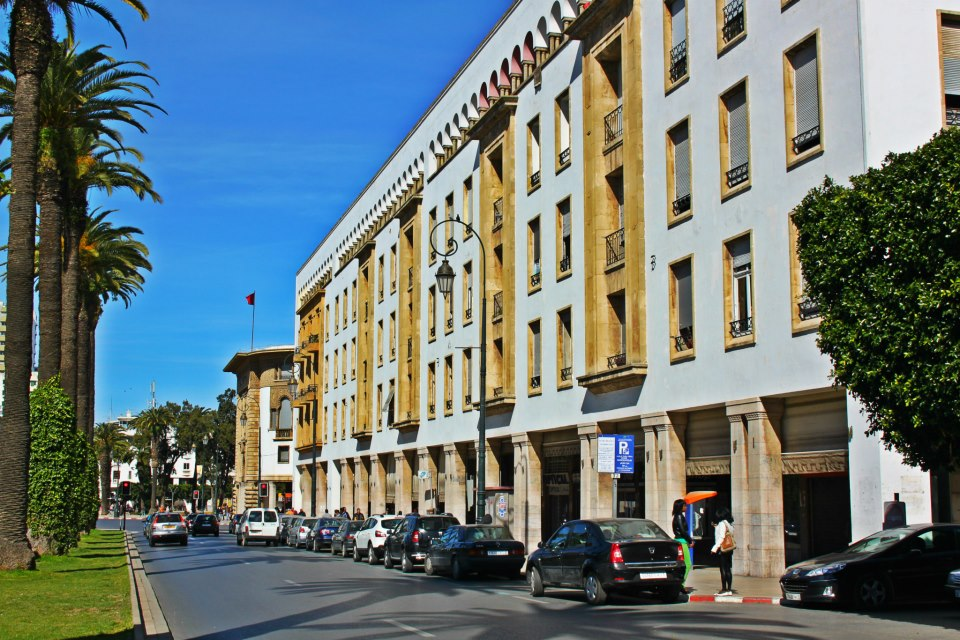
Avinguda Mohammed V

### Subdivisions
La prefectura es divideix administrativament en:
| Nom               | Codi geogràfic | Tipus          | Llars  | Població (2014) | Població estrangera | població marroquina | Notes |
| ----------------- | -------------- | -------------- | ------ | --------------- | ------------------- | ------------------- | ----- |
| Agdal Riyad       | 421.01.01.     | Arrondissement | 22.399 | 77.257          | 4.572               | 72.685              |       |
| El Youssoufia     | 421.01.03.     | Arrondissement | 42.312 | 170.561         | 2.858               | 167.703             |       |
| Hassan            | 421.01.05.     | Arrondissement | 32.848 | 108.179         | 2.151               | 106.025             |       |
| Souissi           | 421.01.06.     | Arrondissement | 5.924  | 23.366          | 1.203               | 22.163              |       |
| Touarga           | 421.01.07.     | Municipi       | 812    | 3.932           | 8                   | 3.924               |       |
| Yacoub El Mansour | 421.01.09.     | Arrondissement | 47.375 | 194.532         | 2.099               | 192.433             |       |

## Cultura
El lloc més gran per al teatre és el Teatre Mohammed V al centre de la ciutat, que es va inaugurar el 1962. La construcció d'un nou centre d'arts escèniques, el Gran Teatre de Rabat, va començar l'any 2014. Dissenyat per l'arquitecte Zaha Hadid, es diu que serà el teatre més gran del món àrab i d'Àfrica. Estava programat per obrir-se el 2021.
Moltes organitzacions estan actives en temes culturals i socials. La Fundació Orient-Occident i la Fundació ONA són les més importants. Una escena d'art independent està activa a la ciutat. L'appartement 22, que és el primer espai independent d'arts visuals creat per Abdellah Karroum, es va obrir l'any 2002 i va presentar artistes internacionals i locals. Altres espais independents es van obrir pocs anys després, com Le Cube, també instal·lats en un espai privat.

### Llocs de culte
Els llocs de culte són majoritàriament mesquites musulmanes. La mesquita més antiga de la ciutat és l'Alcassaba dels Oudaies (Jama' al-'Atiqa) a la Kasbah dels Udaies. Va ser fundada originalment durant la construcció de l'alcassba per part d'Abd al-Mu'min l'any 1150, encara que la seva forma actual data majoritàriament d'una restauració del segle xviii. Altres mesquites importants inclouen la Gran Mesquita de l'antiga medina, també coneguda com la Mesquita el-Kharrazin, i la Mesquita As-Sunna al centre de Rabat, acabada originalment el 1785 pel sultà Muhammad ibn Abdallah.
Les últimes sinagogues que queden a Rabat són la sinagoga del rabí Shalom Zawi i la sinagoga del Talmud Torah. També hi ha esglésies i temples cristians, com ara una església evangèlica i la catedral de Sant Pere, que acull l'arxidiòcesi catòlica romana de Rabat.

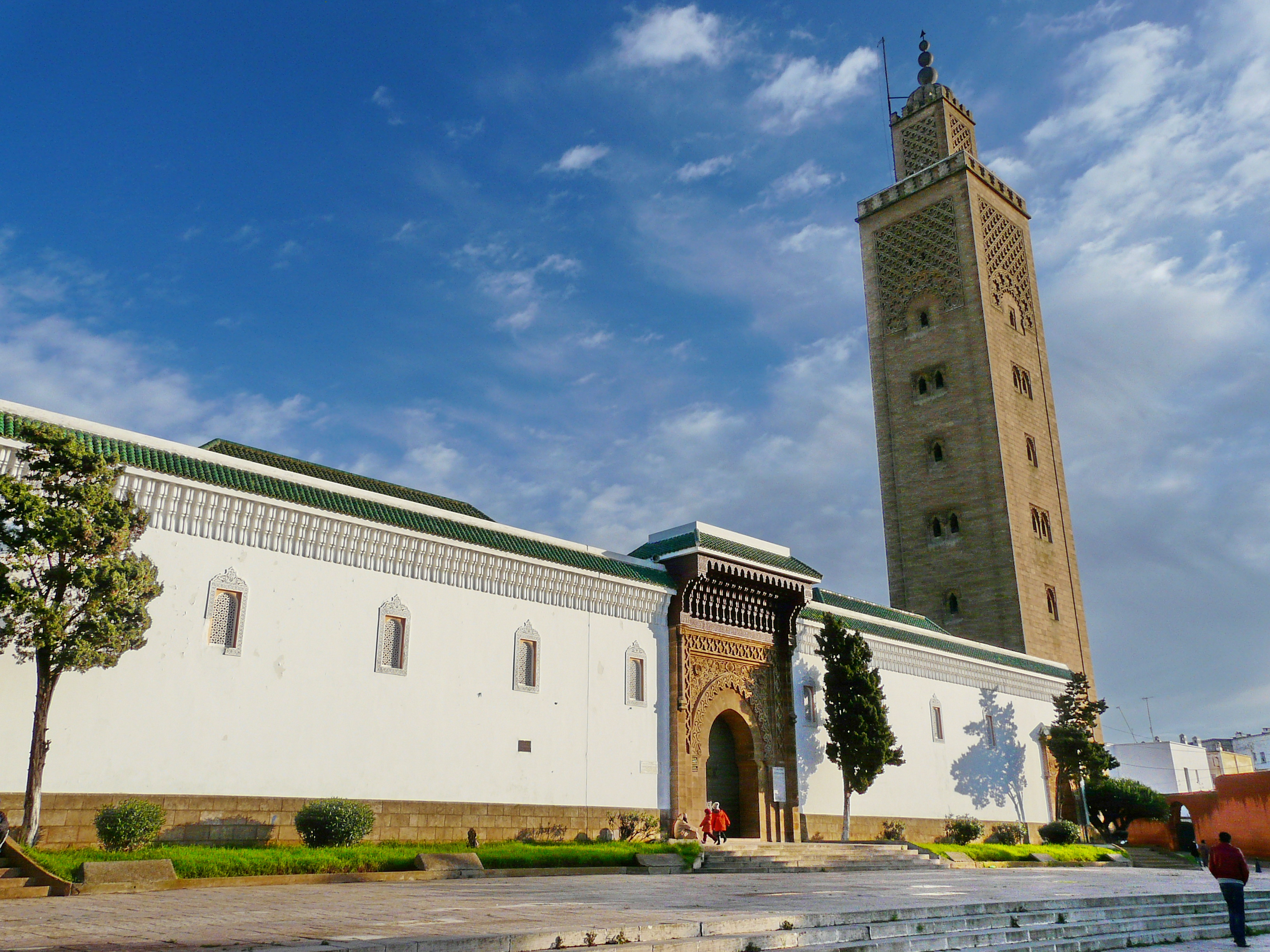
Mesquita de la Sunnah, construïda el 1785 sota el soldà Mohammed ben Abdallah
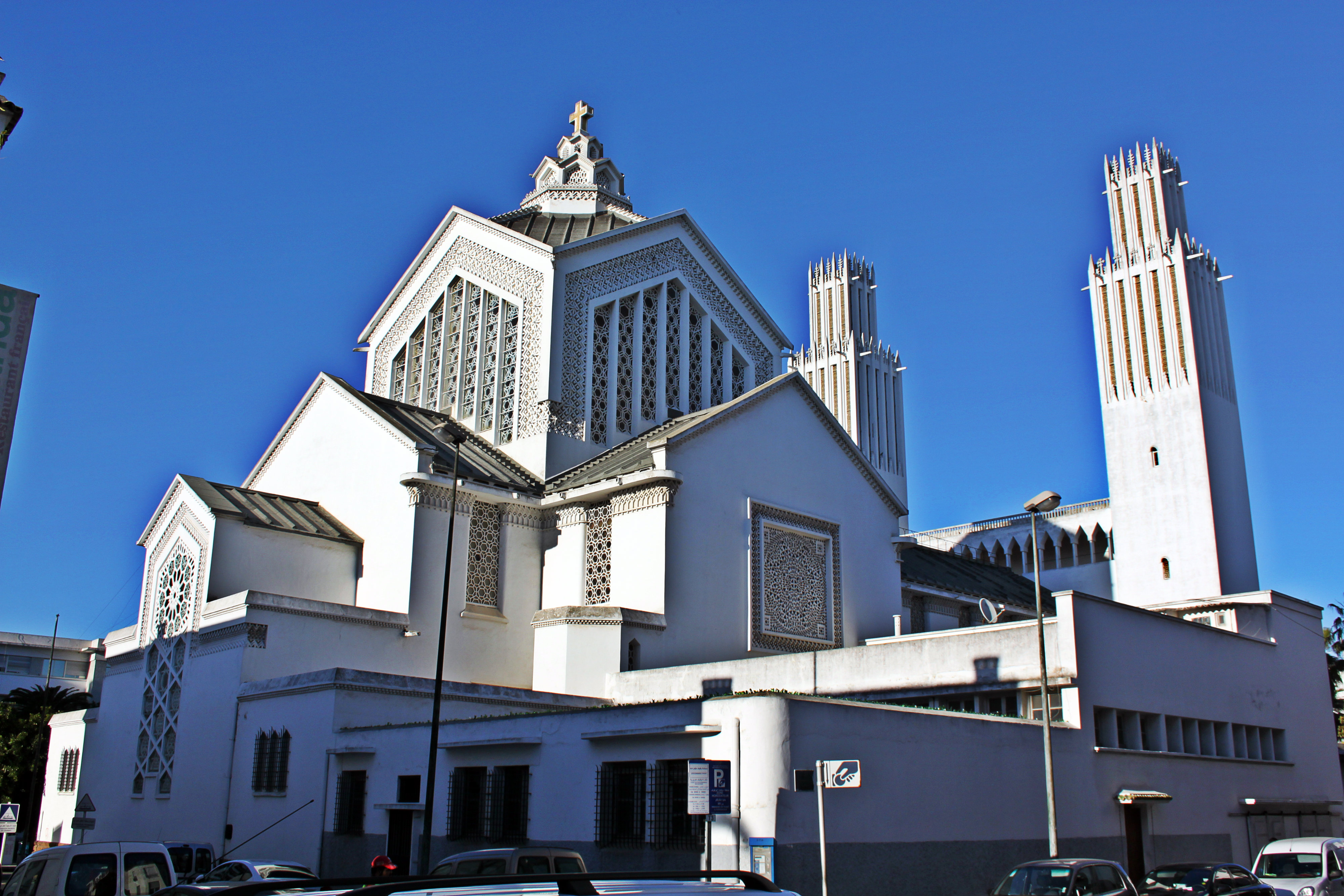
Catedral de Sant Pere
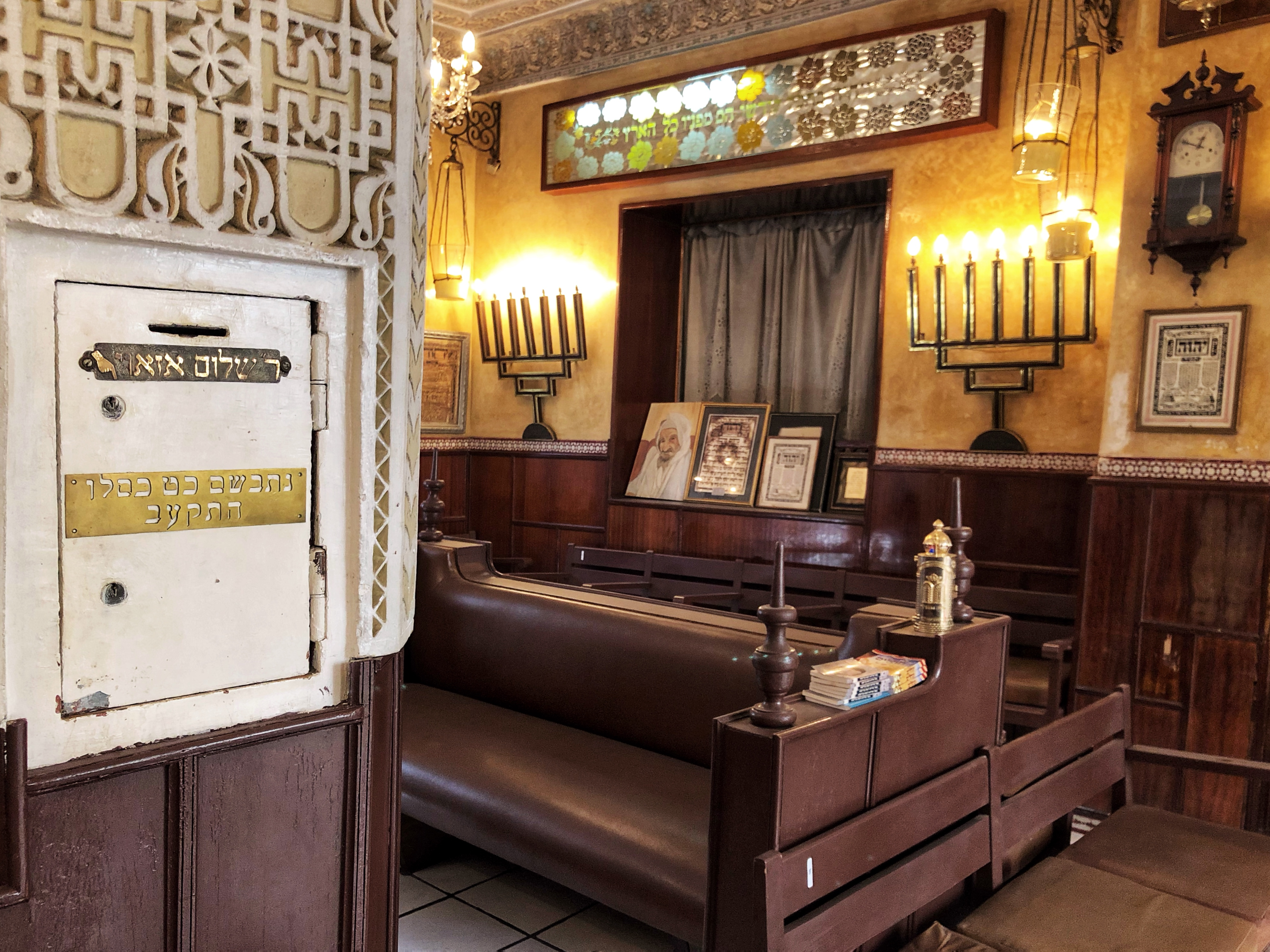
Sinagoga del rabí Shalom Zawi

### Museus i parcs

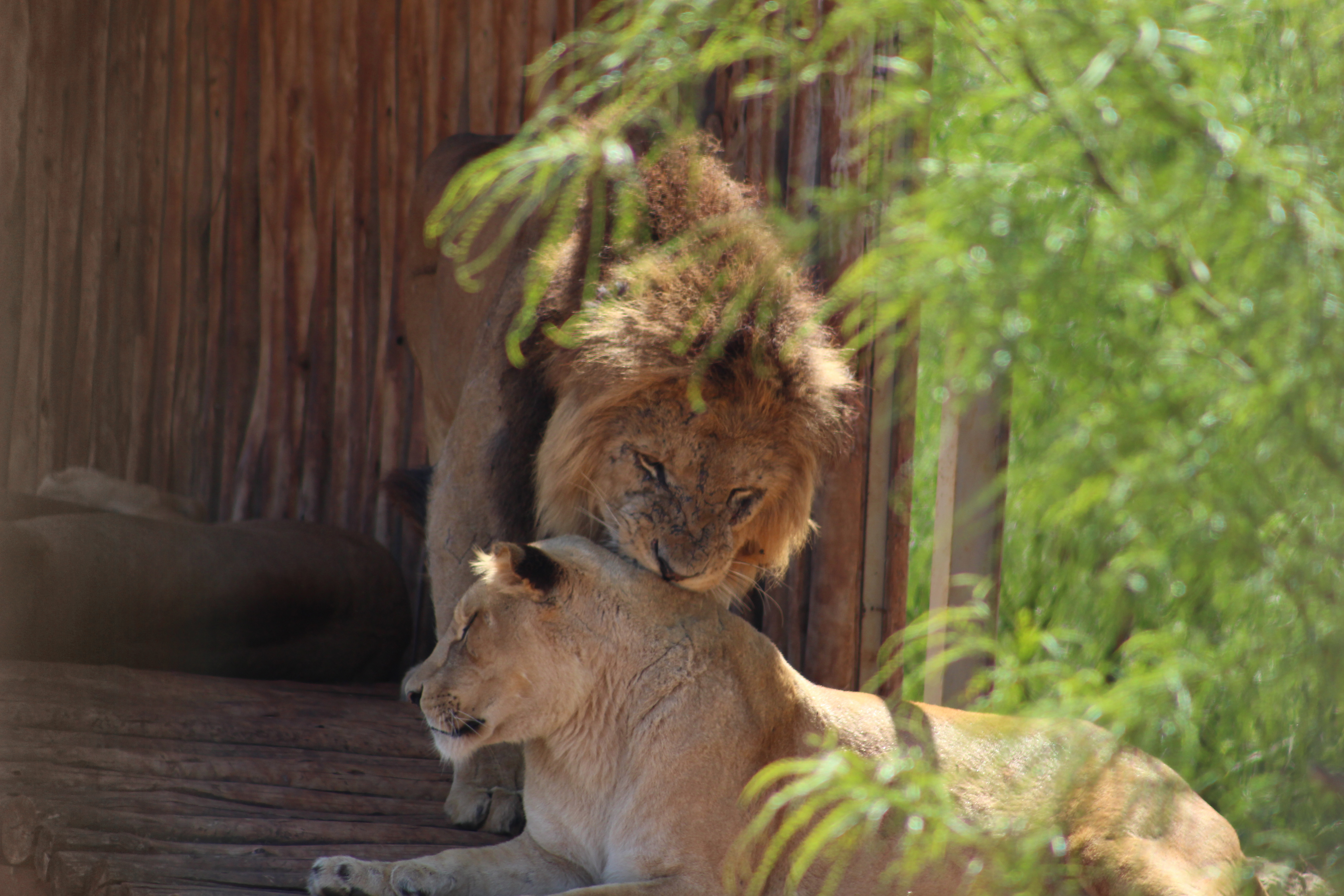
Lleons (possibles descendents de lleons de l'Atles) al Zoo de Rabat

El Museu Oudaies (també conegut anteriorment com el Museu Nacional de la Joieria) es troba en una residència de pavelló construïda pel sultà Moulay Isma'il (r. 1672–1727) dins de la Kasbah dels Udaies. Va ser inaugurat l'any 1915, convertint-lo en un dels museus públics més antics del Marroc. Les seves col·leccions, augmentades amb donacions privades, presenten objectes diversos de tot el Marroc, sobretot dels segles XVIII al XX. El 2006 es va convertir en el Museu Nacional de la Joieria, amb exposicions centrades en la història de la joieria marroquina. A partir del 2019 estava en fase de renovació per transformar-se en un nou museu que s'anomenarà Musée du caftan et de la parure ('Museu del caftan i l'adorn').
El Museu d'Història i Civilitzacions (abans Museu Arqueològic Nacional) mostra la història del Marroc a través d'una col·lecció d'artefactes arqueològics dels períodes púnic, maurità, romà i islàmic. Inclou una col·lecció d'estàtues romanes antigues de bronze i marbre de llocs com Lixus, Volúbilis i Chellah, així com monedes, ceràmica i fragments arquitectònics del període islàmic.
El Zoo de Rabat (anomenat oficialment Jardí Zoològic de Rabat) es va obrir l'any 1973, en part per allotjar els lleons que abans es guardaven al Palau Reial. Els lleons provenen dels ara extingits lleons de l'Atles. Des de llavors, el zoo s'ha ampliat per allotjar uns 1.800 animals i s'ha dedicat a esforços de conservació.
El Museu Bank al-Maghrib es va inaugurar l'any 2002 i es troba a l'edifici Bank al-Maghrib del centre de la ciutat. Les seves principals exposicions inclouen una col·lecció de monedes i monedes des de l'antiguitat fins a l'època moderna, així com una galeria d'art orientalista. El Museu d'Art Modern i Contemporani Mohammed VI es va inaugurar l'any 2014.

### Monuments històrics

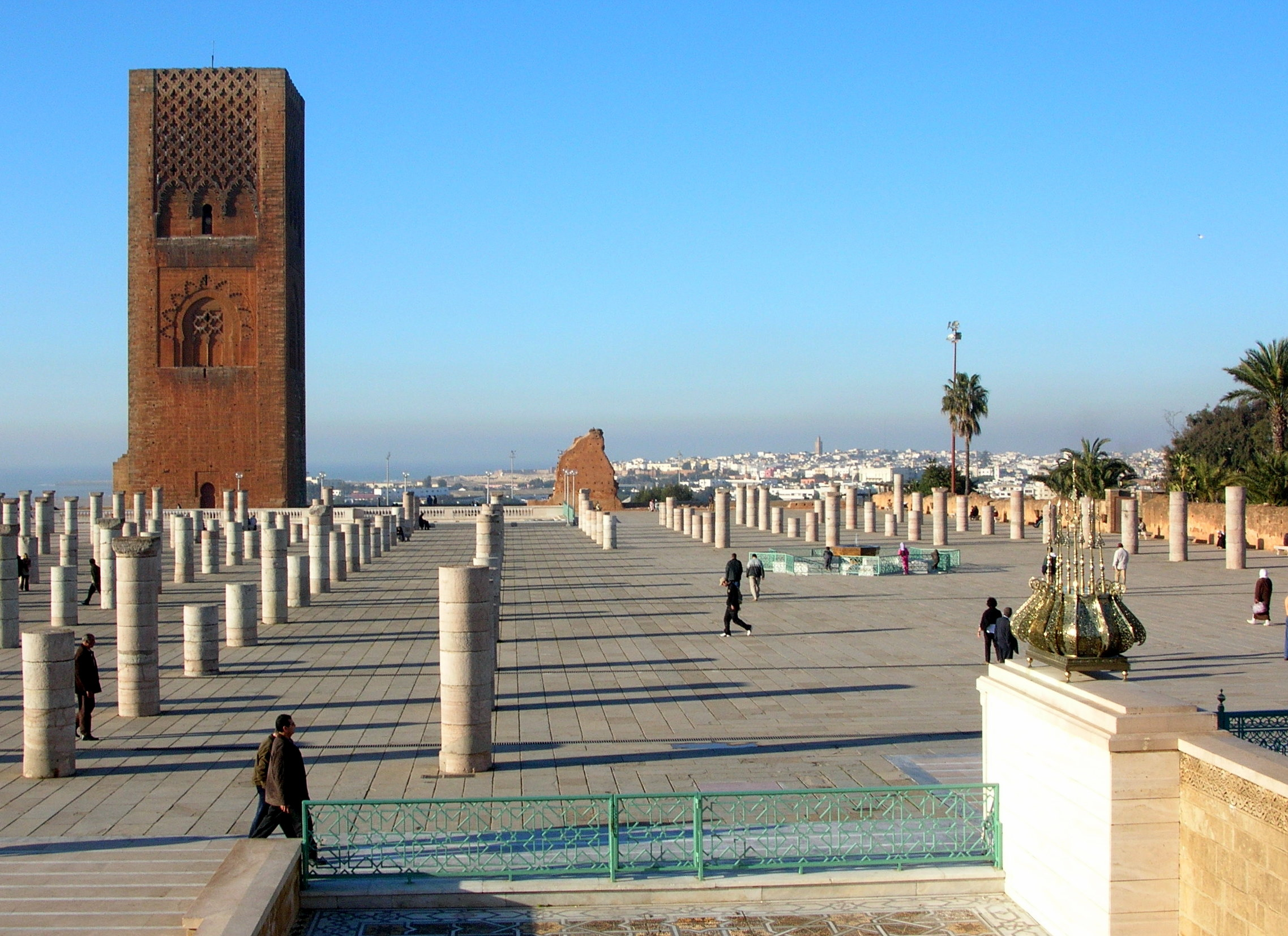
Torre Hassan

La Kasbah dels Udaies (també anomenada "Kasbah dels Oudaias") és la part més antiga de la ciutat actual, construïda pels almohades al segle XII. Més tard va ser fortificada i ampliada pels corsaris i la dinastia Alawi als segles XVII i XVIII. La kasbah és ara un barri residencial amb cases tradicionals pintades de blanc i blau a l'exterior. El seu tram sud inclou el "Jardí andalús", enjardinat al segle xx.
Les muralles històriques de la ciutat van ser construïdes per primera vegada pel califa almohade Ya'qub al-Mansur i es van completar el 1197, amb addicions posteriors als segles XVII i XIX. Al llarg de les muralles es troben diverses portes monumentals, la més notable és Bab er-Rouah. Les altres portes de l'època almohade són Bab el-Had, Bab al-Alou, Bab Zaers i Bab al-Hadid, encara que moltes d'elles van ser modificades en períodes més recents.
L'antiga medina, situada a sota de la kasbah i per sobre de la línia de la muralla andalusa, conté moltes mesquites històriques i cases tradicionals. La resta de la zona dins de les muralles almohades però al sud de la muralla d'Andalusia es va construir en gran part al segle XX quan Rabat es va convertir en la capital durant el protectorat francès. Aquests districtes contenen nombrosos edificis públics i blocs d'apartaments construïts en estils contemporanis d'aquella època, com el neo-morisc (conegut com a néo- mauresc o arabisant en francès), Modernisme, Art déco i Arquitectura moderna. Alguns exemples inclouen l'edifici del Bank al-Maghrib (construït a la dècada de 1920), l'edifici de l'oficina central de correus (al voltant de 1921, ampliat a la dècada de 1930), l'edifici del Parlament (construït a la dècada de 1920), la catedral de Sant Pere (inaugurada el 1921)., amb incorporacions posteriors), l'estació de tren de Rabat-Ville (inicis dels anys 20), i alguns dels blocs d'apartaments de la Rue Gaza (construïts o iniciats als anys 30), entre d'altres. 
Amb vistes a la vora del riu hi ha la torre Hassan, un minaret monumental inacabat construït per Ya'qub al-Mansur a finals del segle XII. Va ser construït per a una mesquita enorme planificada com a part de la ciutat més gran que al-Mansur estava construint. Davant de la torre avui, a l'extrem sud de les restes de la mesquita, hi ha el Mausoleu de Mohammed V (m. 1961), que acull les restes del rei Mohammed V i el rei Hassan II. El mausoleu, acabat el 1971, va ser dissenyat en un estil neo-morisc o revivalista marroquí per l'arquitecte vietnamita Cong Vo Toan.

A poca distància al sud de les muralles històriques de la ciutat hi ha el jaciment arqueològic de Chellah, un recinte emmurallat que conté un complex funerari i religiós marínida dels segles XIII i XIV, així com les ruïnes de la ciutat romana de Sala Colònia. A l'altra banda del riu hi ha la ciutat de Salé, que també conserva una medina històrica. La medina de Salé inclou monuments del període marínida com Bab Mrissa i la madrassa d'Abu al-Hasan, així com monuments d'èpoques posteriors.

Llocs històrics
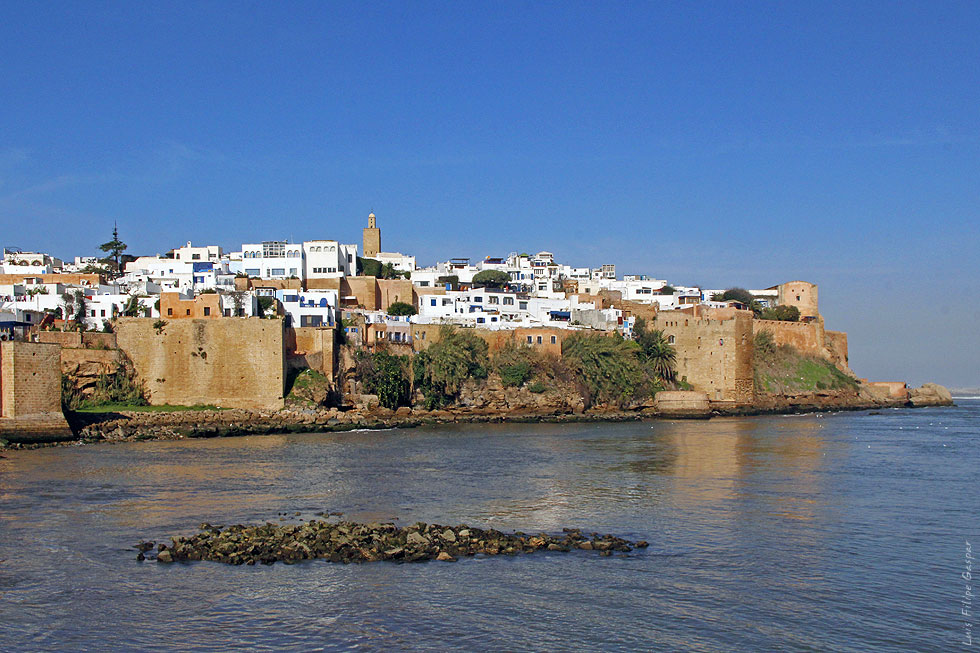
La Kasbah dels Udaies, vista des del riu
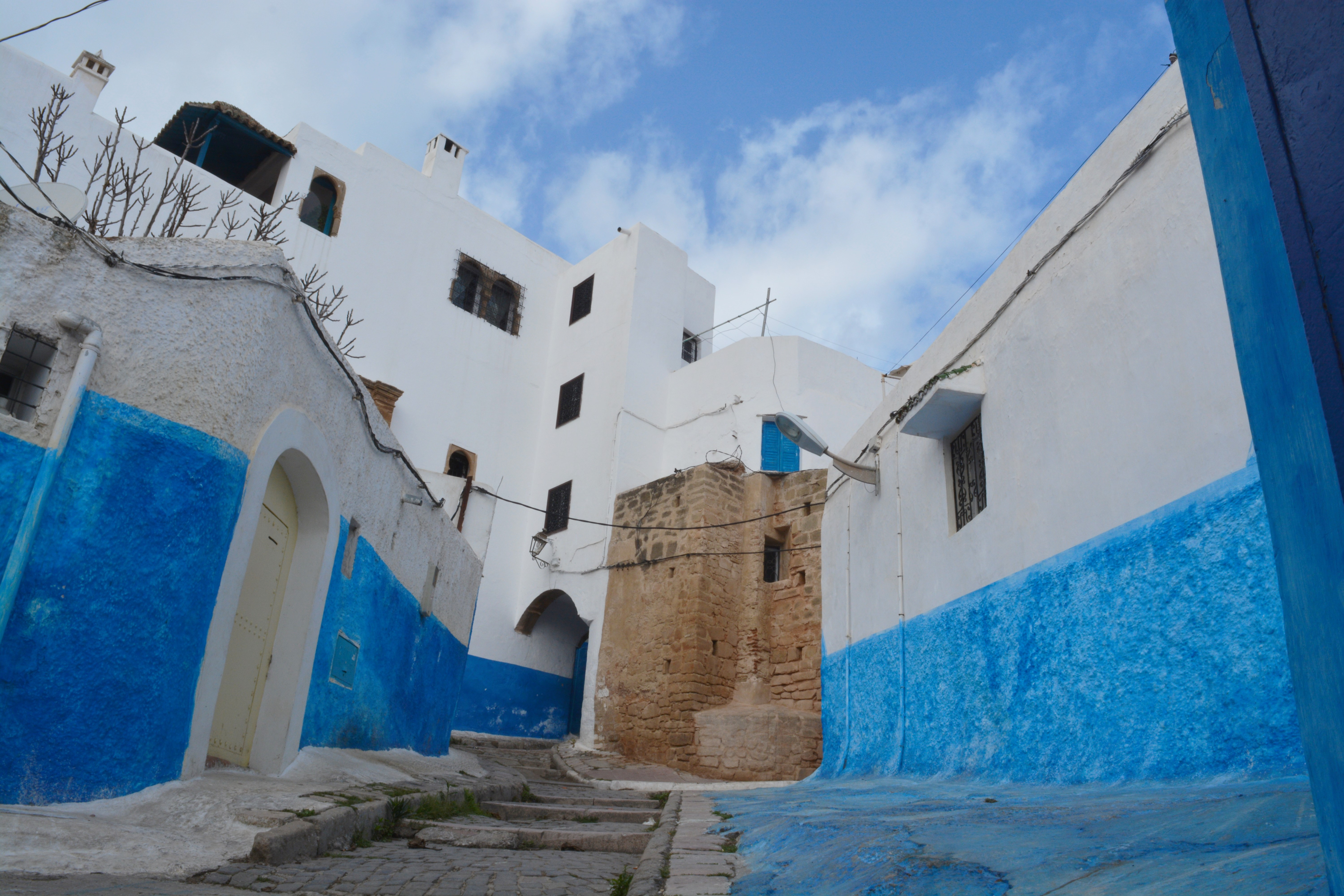
Carrer i cases típiques dins de la Kasbah
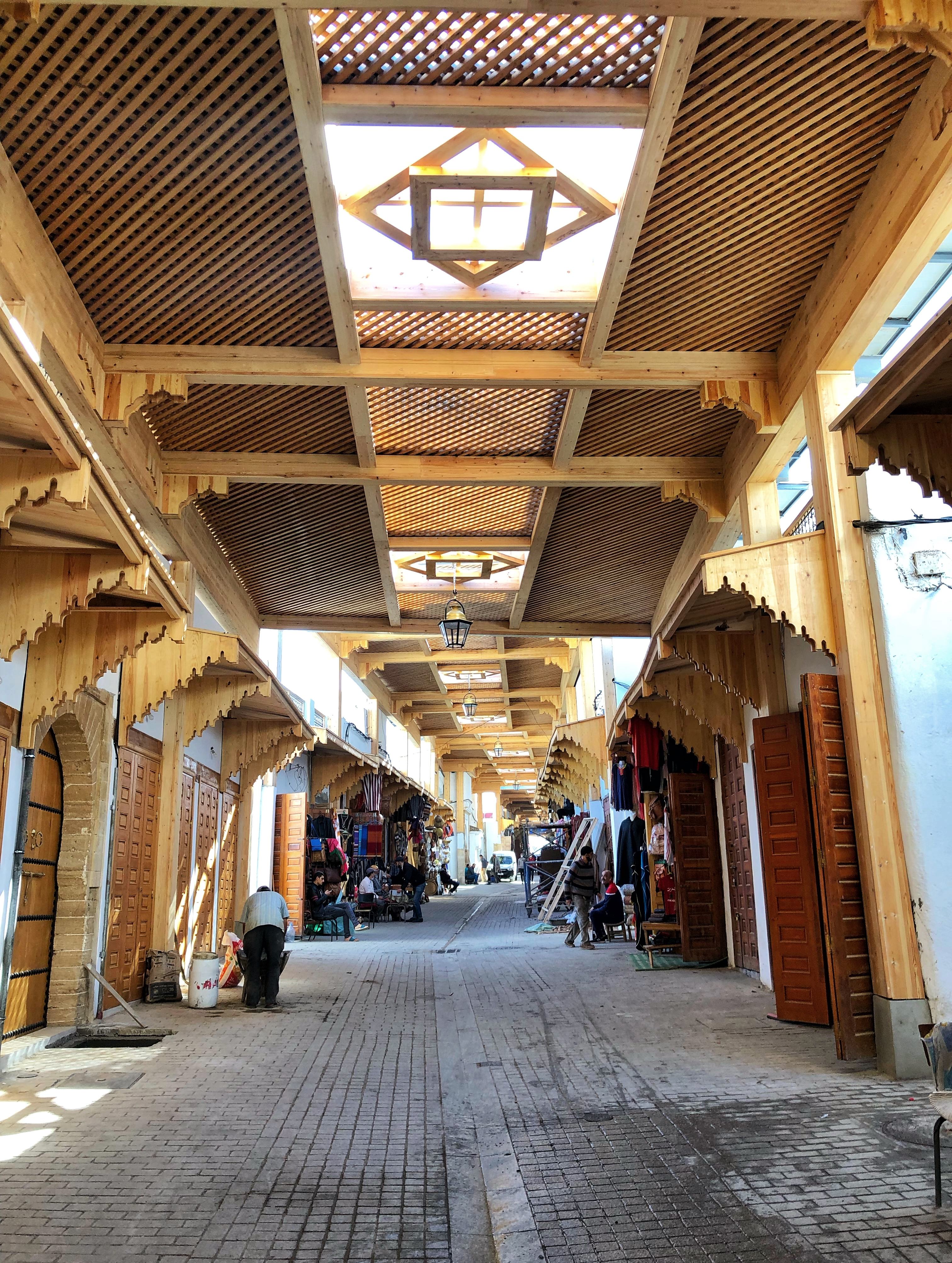
Rue des Consuls, un dels principals carrers de la medina
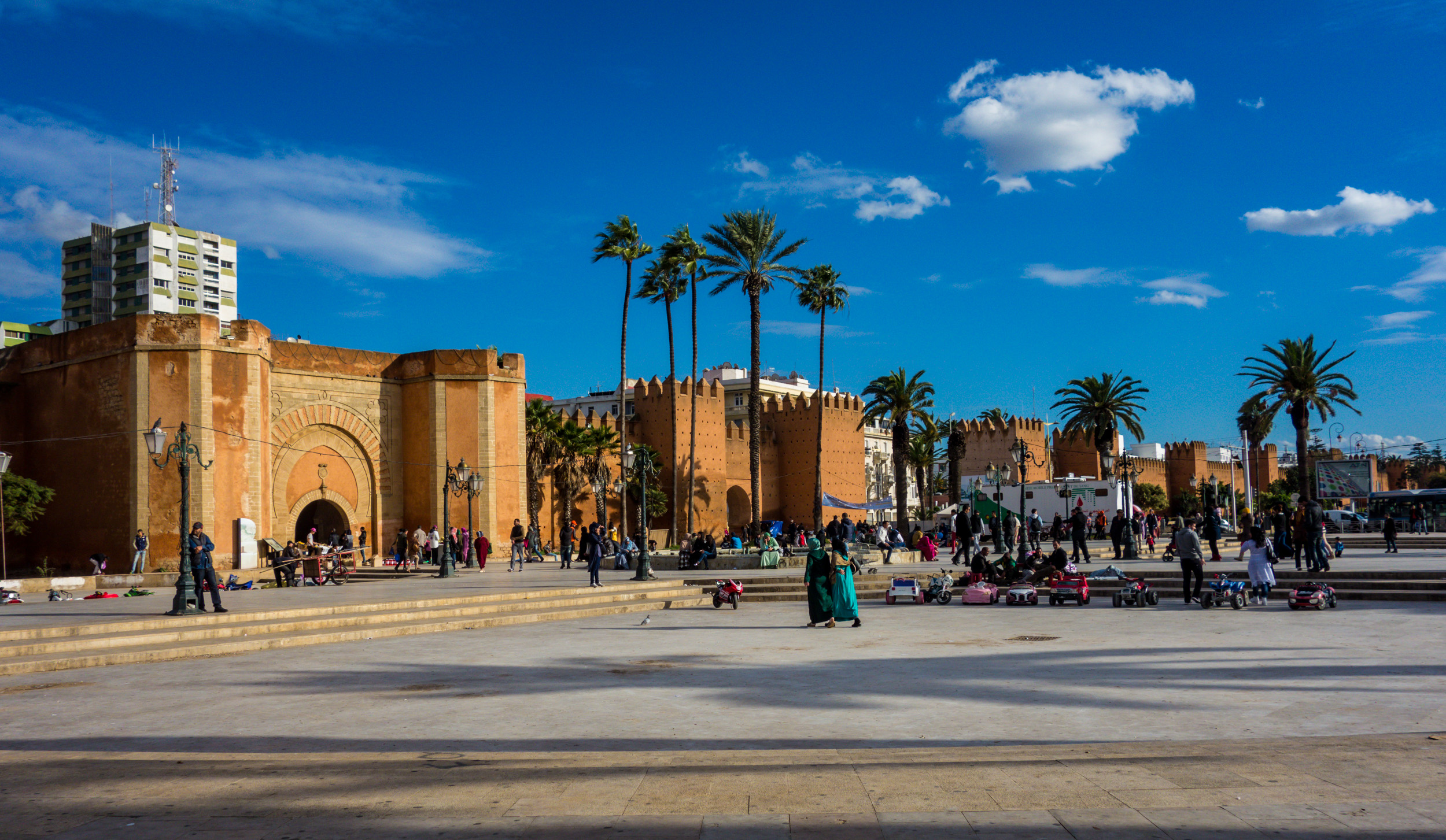
Muralles de la ciutat, inclòs Bab al-Had (esquerra)
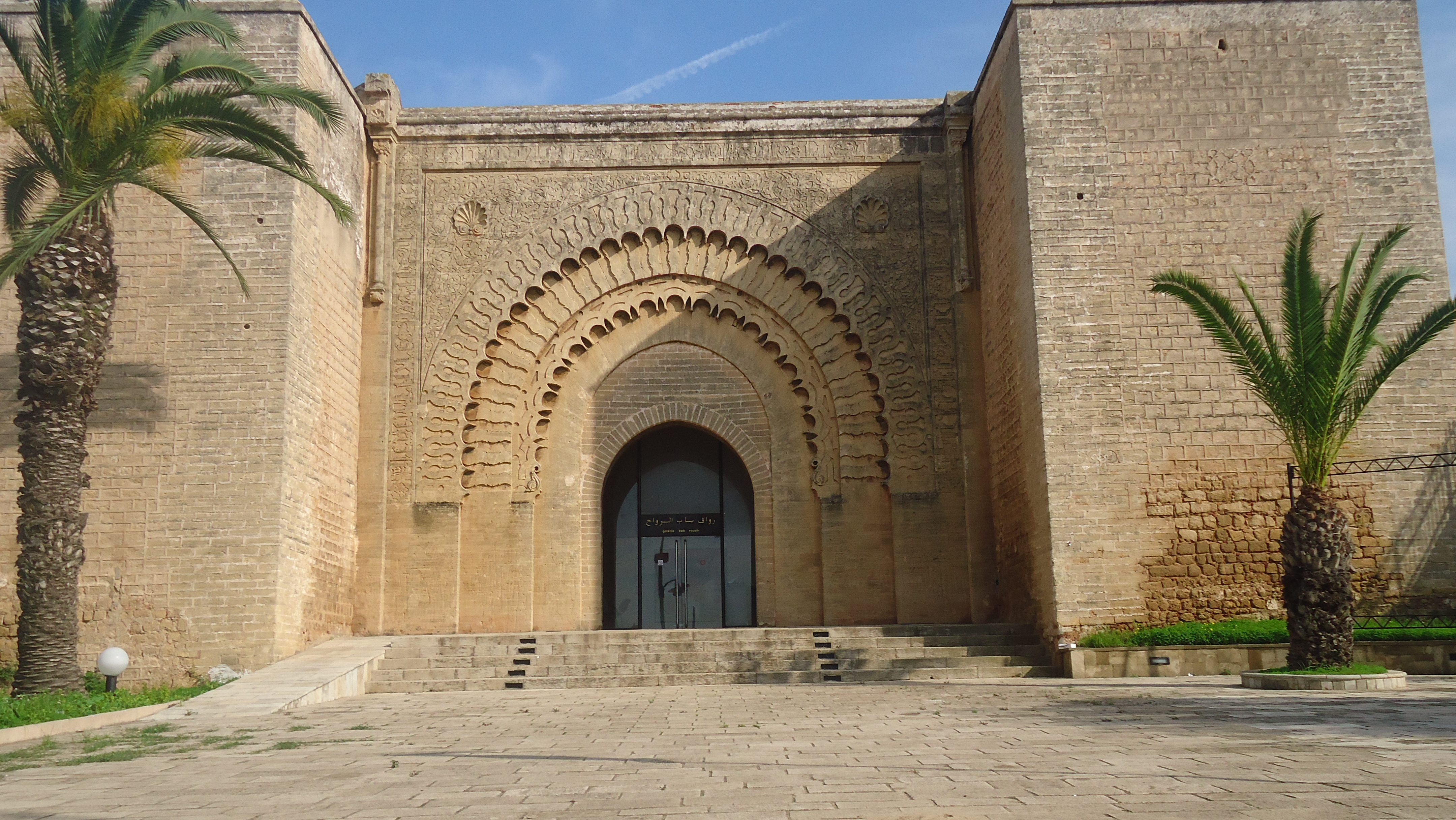
Bab er-Rouah
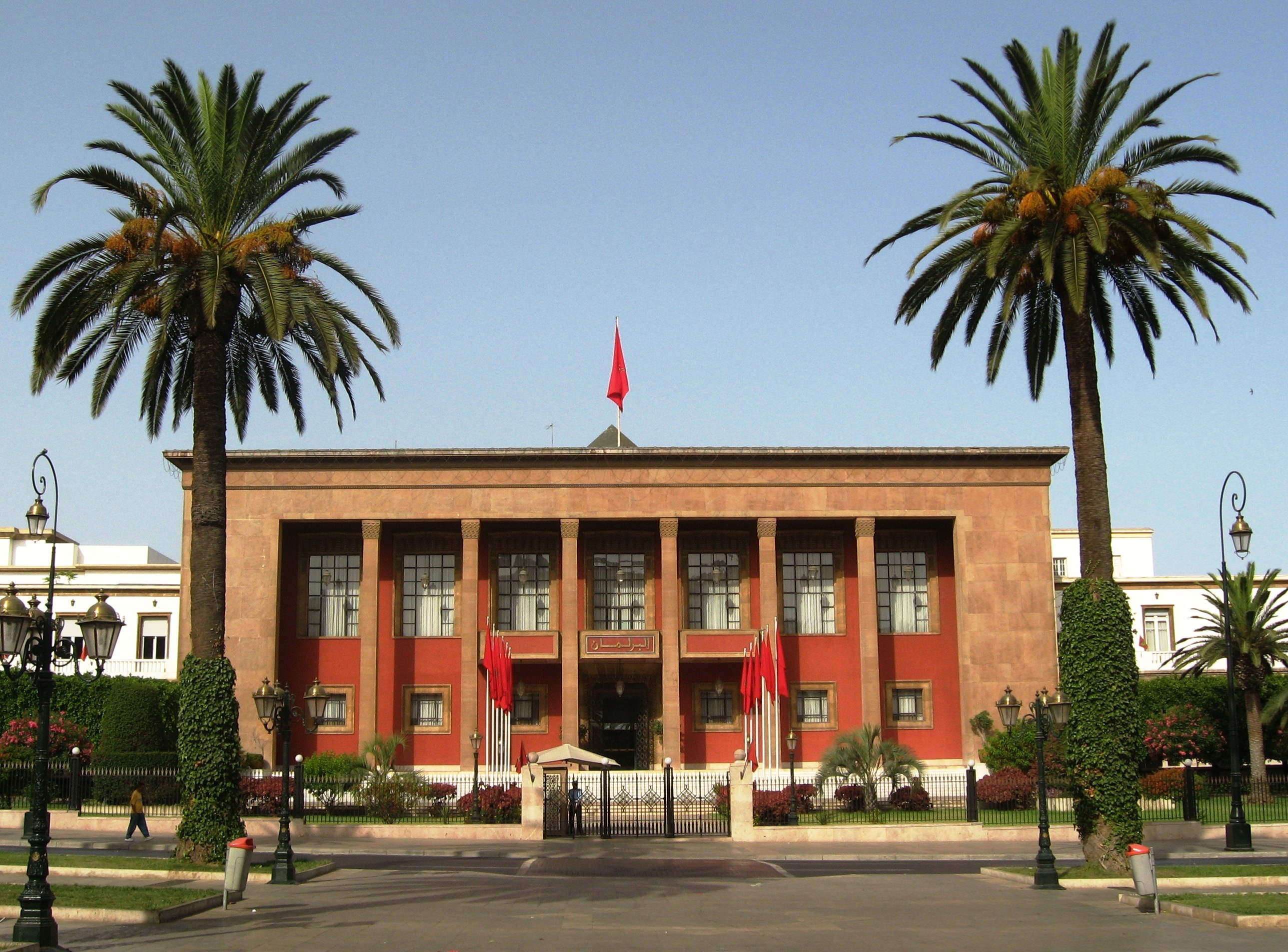
Parlament del Marroc
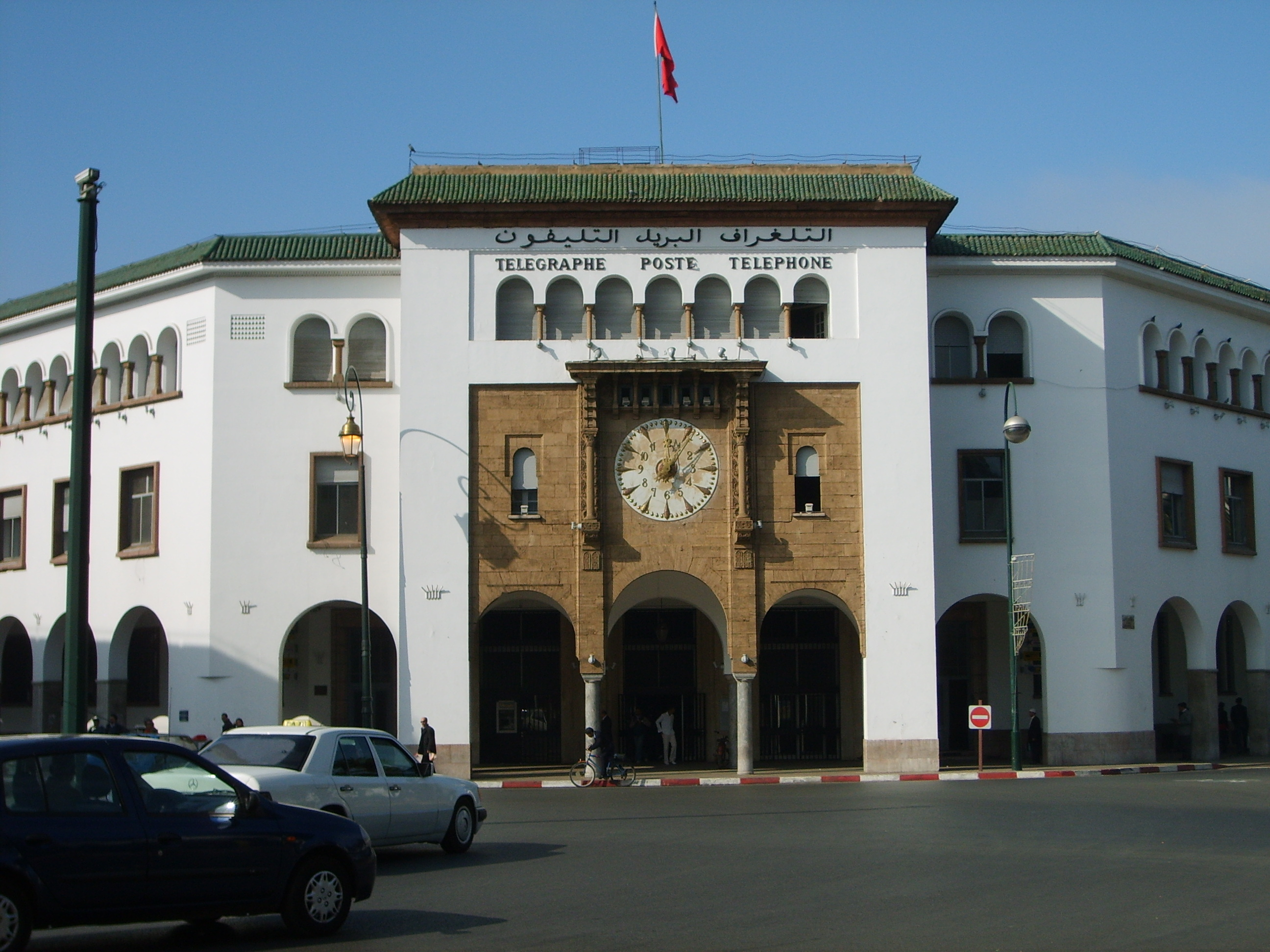
Oficina Central de Correus
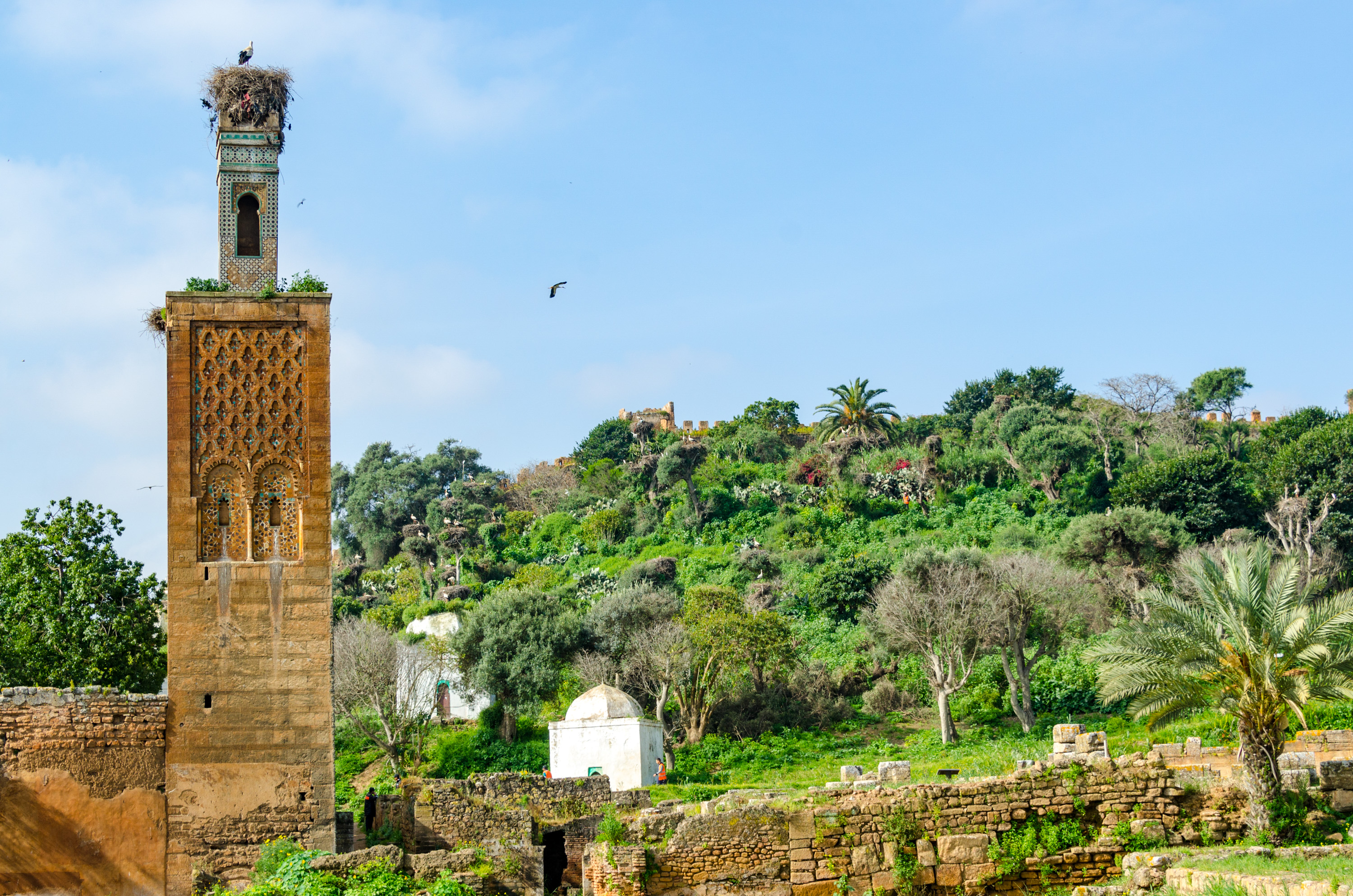
Chellah
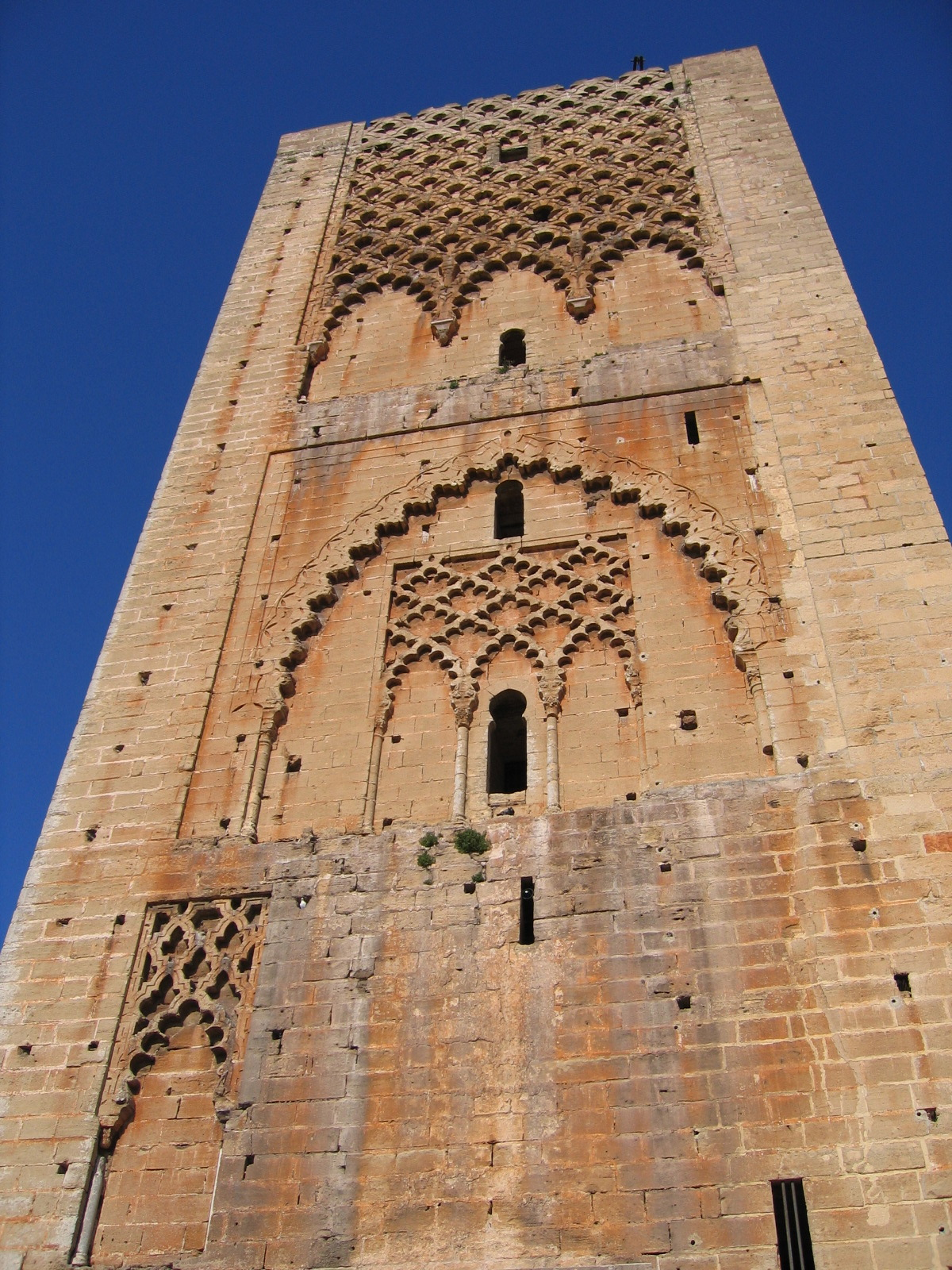
Torre de Hassan.
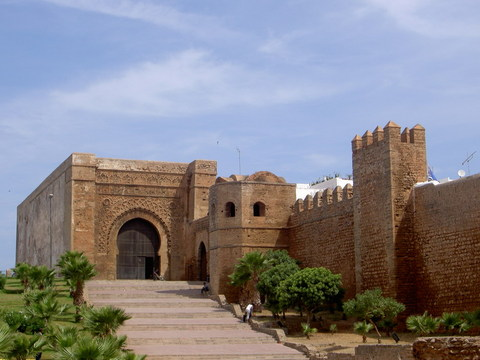
Porta de la fortalesa dels Udaia.